# Necrópolis de las Erijuelas
La Necrópolis de las Erijuelas (también denominada Erijuelas de San Andrés) es un yacimiento arqueológico ubicado en el término municipal de la villa de Cuéllar (Segovia), al norte de la misma y cercano a la iglesia de San Andrés. Fue descubierto y estudiado en 1925 por el arqueólogo Manuel Aulló, y está fechado desde finales del primer periodo de la Edad del Hierro hasta finales del segundo periodo.
Dentro de los restos hallados en el yacimiento se encuentra una necrópolis compuesta de 17 enterramientos o sepulturas, así como de diversos restos cerámicos correspondientes a Las Cogotas.